# Fluorsulfonzuur
Fluorsulfonzuur (FSO3H) is een van de sterkste commercieel beschikbare anorganische zuren. Het komt voor als een kleurloze vloeistof, die hevig met water reageert. Fluorsulfonzuur is structureel verwant met zwavelzuur, maar is een stuk sterker door de aanwezigheid van fluor.

## Synthese
Fluorsulfonzuur wordt bereid door de reactie van waterstoffluoride met zwaveltrioxide:
{\displaystyle \mathrm {HF\ +\ SO_{3}\ \longrightarrow \ FSO_{3}H} }
Een alternatieve methode is de reactie van oleum met kaliumbifluoride of calciumfluoride bij 250 °C. Het aanwezige waterstoffluoride wordt verwijderd door het doorleiden van een inert gas. Vervolgens kan het gevormde fluorsulfonzuur gedestilleerd worden.

## Eigenschappen
Fluorsulfonzuur is oplosbaar in polaire organische oplosmiddelen, zoals nitrobenzeen, azijnzuur en ethylacetaat. In apolaire oplosmiddelen, zoals n-hexaan of benzeen, is het maar met grote moeite oplosbaar. Ten gevolge van zijn extreme zuursterkte lost het vrijwel alle organische verbindingen op, zelfs als zij maar zwakke protonacceptoren zijn.
Fluorsulfonzuur hydrolyseert langzaam en vormt daarbij waterstoffluoride en zwavelzuur. Het verwante trifluormethaansulfonzuur heeft ook een zeer hoge zuursterkte, maar is hydrolytisch wel stabiel.

### Superzuur
Fluorsulfonzuur is een van de sterkste eenvoudige Brønsted-zuren die bekend zijn, hoewel studies aan zuren op basis van carboraan tot nog sterkere zuren geleid hebben. Het zuur heeft een H0-waarde van −15,1. Dit is te vergelijken met de waarde van −12 voor zwavelzuur. De combinatie van fluorsulfonzuur met het lewiszuur antimoon(V)fluoride levert het zogenaamde magisch zuur, dat een nog veel sterker protoneringsreagens is. Deze zuren vallen allen in de categorie van de superzuren, zuren die sterker zijn dan 100% zuiver zwavelzuur.

## Toepassingen
Fluorsulfonzuur is dusdanig sterk dat het in staat is om alkanen te isomeriseren. Het kan ook gebruikt worden als een fluoreringsreagens in het laboratorium.

## Toxicologie en veiligheid
Fluorsulfonzuur wordt als zwaar giftig en corrosief beschouwd. Met water reageert het heftig - vergelijkbaar met de reactie die zwavelzuur ondergaat - en maakt bovendien het gevaarlijke waterstoffluoride vrij.